# Seznam monarchií v Oceánii
Monarchie v Oceánii jsou Austrálie, Nový Zéland, Papua Nová Guinea, Šalomounovy ostrovy, Tuvalu, Pitcairnovy ostrovy a Království Tonga. Jedná se o konstituční monarchie, kde panovník dědí svůj úřad a obvykle si ho udržuje až do smrti nebo abdikace, při výkonu svých pravomocí je vázán zákony a zvyklostmi. V pěti nezávislých monarchiích je hlavou státu Karel III. Britský, čímž jsou součástí globální skupiny známé jako Commonwealth realm; navíc všechny monarchie v Oceánii jsou členy Commonwealthu národů. Jedinou suverénní monarchií v Oceánii, která nesdílí panovníka s jiným státem, je Tonga. Austrálie a Nový Zéland mají závislé území v této oblasti i mimo ni, ačkoliv Nový Zéland, Papua Nová Guinea a Francie uznávají pět ne-suverénních monarchů jako jejich členy.

## Současné monarchie
| Stát                                      | Typ         | Následnictví                                        | Dynastie | Titul | Panovník | Panovník   | Vládne od       | Následník               |
| ----------------------------------------- | ----------- | --------------------------------------------------- | -------- | ----- | -------- | ---------- | --------------- | ----------------------- |
| Austrálie                                 | konstituční | dědičné (absolutní prvorozenství)                   | Windsor  | král  |          | Karel III. | 8. září 2022    | William, princ z Walesu |
| Nový Zéland                               | konstituční | dědičné (absolutní prvorozenství)                   | Windsor  | král  |          | Karel III. | 8. září 2022    | William, princ z Walesu |
| Papua Nová Guinea                         | konstituční | dědičné (absolutní prvorozenství)                   | Windsor  | král  |          | Karel III. | 8. září 2022    | William, princ z Walesu |
| Šalomounovy ostrovy                       | konstituční | dědičné (absolutní prvorozenství)                   | Windsor  | král  |          | Karel III. | 8. září 2022    | William, princ z Walesu |
| Tuvalu                                    | konstituční | dědičné (absolutní prvorozenství)                   | Windsor  | král  |          | Karel III. | 8. září 2022    | William, princ z Walesu |
| Ostrovy Pitcairn, Henderson, Ducie a Oeno | konstituční | dědičné (absolutní prvorozenství)                   | Windsor  | král  |          | Karel III. | 8. září 2022    | William, princ z Walesu |
| Království Tonga                          | konstituční | dědičné (kognatická primogenitura preferující muže) | Tupou    | Král  |          | Tupou VI.  | 18. března 2012 | Tupoutoʻa ʻUlukalala    |

| Stát                              | Stát                              | Typ      | Následnictví | Titul | Panovník             | Vládne od          | Následník                                    |
| --------------------------------- | --------------------------------- | -------- | ------------ | ----- | -------------------- | ------------------ | -------------------------------------------- |
| Māori King Movement (Nový Zéland) | Māori King Movement (Nový Zéland) | tradiční | volená       | král  | Ngā Wai Hono i te Pō | 30. srpna 2024     | zvolen kmenovými staršími po smrti panovníka |
| Wallis a Futuna (Francie)         | Uvea                              | tradiční | volená       | král  | Patalione Kanimoa    | 3. června 2016     | volen Radou náčelníků                        |
| Wallis a Futuna (Francie)         | Alo                               | tradiční | volená       | král  | Lino Leleivai        | 29. listopadu 2018 | volen Radou náčelníků                        |
| Wallis a Futuna (Francie)         | Sigave                            | tradiční | volená       | král  | Eufenio Takala       | 5. března 2016     | volen Radou náčelníků                        |